# 吴承恩长篇小说奖
吴承恩长篇小说奖是由江苏省淮安市淮安区设立、《人民文学》杂志社和江苏省作家协会提供学术和支持的文學獎。该奖项每两年一届，奖金为每部10万元。
2016年10月30日，为纪念吴承恩诞辰510周年，《人民文学》杂志社与江苏省淮安市淮安区委区政府共同设立吴承恩长篇小说奖，并计划于次年上半年启动评选工作。2017年10月开始启动吴承恩长篇小说奖评奖工作，并于2018年1月在中国现代文学馆举行首届颁奖典礼。

## 得主

### 第一届（2017年）
- 常规长篇小说：刘庆邦《黑白男女》、吕新《下弦月》、陈彦《装台》
- 翻译长篇小说：余泽民《烛烬》
- 特殊文体长篇小说：曹文轩《蜻蜓眼》
- 淮安籍本土长篇小说：陶珊《诗歌岁月》、祁宏《大师吴承恩》[4]

### 第二届（2019年）
- 常规长篇小说：范小青《灭籍记》、梁晓声《人世间》、普玄《逃跑的老板》
- 翻译长篇小说：林小发《西游记》德语版
- 特殊文体长篇小说：李宏伟《国王与抒情诗》
- 淮安籍本土长篇小说：蒋廷朝《从》[5]

### 第三届（2022年）
- 邓一光《人，或所有的士兵》
- 蒋韵《你好，安娜》
- 王晋康《宇宙晶卵》
- 胡学文《有生》
- 张平《生死守护》
- 于兆文《大胡庄·1941》
- 魏嘉陵《特别党产》[6]

### 第四届（2023年）
- 韩青辰《中国少年》
- 季玉《源乡》
- 叶舟《凉州十八拍》
- 东西《回响》
- 王跃文《家山》
- 关仁山《白洋淀上》
- 庞贝《乌江引》[7]